# GO MY WAY (ACE COLLECTIONの曲)
「GO MY WAY」(ゴーマイウェイ)は、ACE COLLECTIONの楽曲。7作目のデジタル配信限定シングルとして2020年11月18日に各音楽配信サービスにてリリースされた。

## 概要
- 前作の配信シングル『70億にただ1つの奇跡』から7ヵ月ぶりのリリースとなった。
- 本曲には、「あなたの迷う背中をひと押しする、新たな覚悟の曲」というメッセージが込められている[1]。
- 2020年11月16日にリリースに先駆けティザー映像が公開された[3][4]。

## 収録内容
1. GO MY WAY
  - 作詞・作曲：たつや◎